# Preben Knuth
Graf Preben Georg Viggo Julius Knuth-Winterfeldt (* 29. November 1906 in Frederiksberg; † 27. Oktober 1996) war ein dänischer Maler.

## Leben
Knuths Vater war der Premierleutnant und Kontorchef Viggo Christian Knuth-Winterfeldt, seine Mutter war Clara Augusta Ingeborg Knuth-Winterfeldt, geborene Grüner. Väterlicherseits entstammte er dem Hause Knuth-Winterfeldt, einer Nebenlinie des mecklenburgisch-dänischen Uradelsgeschlechtes Knuth. Seine Brüder waren der Diplomat Kjeld Gustav Knuth-Winterfeldt und der Chemiker Eggert Christian Knuth-Winterfeldt, zudem hatte er eine ältere Schwester, Xenia.
Knuth wurde auf einer technischen Schule ausgebildet, 1923 bis 1929 studierte er an der Kunstakademie, 1927 bis 1928 machte er einen Studienaufhalt in Paris.
Knuth malte vornehmlich Landschaften und Personen, darunter waren auch Auftragsarbeiten. Einige seiner Arbeiten sind im Fuglsang Kunstmuseum, andere im Museum Jorn oder gehören dem Akademierat der Königlichen Akademie für die schönen Künste.

## Vorfahren
| Preben Knuth-Winterfeldt Graf von Knuth-Winterfeldt | Viggo Christian Knuth-Winterfeldt Graf von Winterfeldt | Frederik Christian Julius Knuth Graf von Knuthenborg             | Julius Knuth Graf von Knuthenborg                       |
| Preben Knuth-Winterfeldt Graf von Knuth-Winterfeldt | Viggo Christian Knuth-Winterfeldt Graf von Winterfeldt | Frederik Christian Julius Knuth Graf von Knuthenborg             | Georgine Frederikke Vilhelmine Knuth, geb. von Hauch    |
| Preben Knuth-Winterfeldt Graf von Knuth-Winterfeldt | Viggo Christian Knuth-Winterfeldt Graf von Winterfeldt | Anna Eleonora Frederikke Elisabeth Knuth, geb. Holck-Winterfeldt | Gustav Christian Holck-Winterfeldt Graf von Winterfeldt |
| Preben Knuth-Winterfeldt Graf von Knuth-Winterfeldt | Viggo Christian Knuth-Winterfeldt Graf von Winterfeldt | Anna Eleonora Frederikke Elisabeth Knuth, geb. Holck-Winterfeldt | Christiane Holck-Winterfeldt, geb. Danneskiold-Samsøe   |
| Preben Knuth-Winterfeldt Graf von Knuth-Winterfeldt | Clara Augusta Ingeborg Knuth-Winterfeldt, geb. Grüner  | Georg Johan Røebye Grüner Kammerherr                             | Gustav Grüner Kammerherr                                |
| Preben Knuth-Winterfeldt Graf von Knuth-Winterfeldt | Clara Augusta Ingeborg Knuth-Winterfeldt, geb. Grüner  | Georg Johan Røebye Grüner Kammerherr                             | Mariane Birgitte Grüner, geb. Røebye                    |
| Preben Knuth-Winterfeldt Graf von Knuth-Winterfeldt | Clara Augusta Ingeborg Knuth-Winterfeldt, geb. Grüner  | Clara Gudrun Grüner, geb. Simonsen                               | ?                                                       |
| Preben Knuth-Winterfeldt Graf von Knuth-Winterfeldt | Clara Augusta Ingeborg Knuth-Winterfeldt, geb. Grüner  | Clara Gudrun Grüner, geb. Simonsen                               | ?                                                       |